# Viktor Zubkov
Viktor Alexejevič Zubkov (* 15. září 1941, vesnice Arbat ve Sverdlovské oblasti, SSSR) je bývalý ruský předseda vlády a ekonom. Do 12. září 2007 byl vedoucí odboru hospodářské kriminality federálního ministerstva financí, odkud byl Vladimirem Putinem nominován do funkce předsedy vlády Ruské federace. Ve funkci vystřídal rezignujícího Michaila Fradkova.

## Životopis
V roce 1965 promoval na Ekonomické fakultě Zemědělského institutu v Leningradu (dnes Petrohrad, oficiálně Sankt Petěrburg). Mezi lety 1966 a 1967 absolvoval povinnou vojenskou službu a od roku 1967 do roku 1985 zastával různé manažerské funkce v kolchozech v oblasti Pěrvomajskoje v Razdoli (přijezerský okres, severní Rusko).
Jeho politická kariéra začala v roce 1985, kdy se stal tajemníkem okresního stranického výboru v Příjezeří. V období tranzice Sovětského svazu a jeho rozpadu se stal zástupcem vedoucího oddělení zahraničních vztahů na Petrohradské radnici, kde byl jeho nadřízeným Vladimir Putin.
Mezi lety 1993 a 2001 je ředitelem daňové služby v Petrohradě, v roce 1999 neúspěšně kandidoval na pozici gubernátora Petrohradské oblasti. Od roku 2001 byl ředitelem odboru hospodářské kriminality Federálního ministerstva financí Ruské federace a zároveň jedním z náměstků ministra. Dne 12. září byl jmenován v pořadí desátým předsedou vlády Ruské federace (potvrzen státní Dumou) 14. září 2007 poměrem 381:47 hlasům.